# Corps aérien irlandais
Le Corps aérien Irlandais (irlandais : Aer Chór na hÉireann, anglais :Irish Air Corps) est la composante aérienne des forces de Défense irlandaises. qui fournit un appui aérien à l'armée et au service naval, ainsi que des services aériens non-militaire tels que la recherche et le sauvetage et que service du transport aérien ministériel. La base aérienne principale est celle de Casement Aerodrome situé à Baldonnel.

## Histoire

### Service aérien irlandais
Au cours des pourparlers du traité anglo-irlandais de 1921, un biplan Martinsyde Type A Mark II fut acheté et mis en attente durant 24 heures à l'aéroport de Croydon afin de permettre à Michael Collins de s'échapper et de revenir en Irlande, si les pourparlers avaient échoué. L'avion n'était pas nécessaire pour cette mission mais il est devenu le premier avion du nouveau Service aérien de juin 1922. À la fin de l'année 1922, le Service aérien fut composé de dix avions (dont six Bristol F2B de la Première Guerre mondiale), et environ 400 hommes.

### Le corps aérien

#### Les premières années
Avec la création des Forces de défense en 1924, le service aérien est devenu le nouveau corps aérien de l'armée et continue de faire partie de l'armée de terre jusqu'en 1990.
En 1938, quatre chasseurs biplan Gloster Gladiator furent livrés. Huit autres ont été commandés, mais n'ont pas été livrés en raison de l'embargo dû au déclenchement de la Seconde Guerre mondiale.
Au cours de la Seconde Guerre mondiale, il n'existe pas de registre des avions de l'Air Corps montrant l'engagement de chaque aéronef belligérant, bien que des dizaines de ballons de barrage ont été abattus. 163 aéronefs belligérants ont atterri en Irlande pendant la guerre, et de cette façon le corps aérien a acquis un Lockheed Hudson, un Fairey Battle et trois Hawker Hurricane. Le Hurricaine a donné au corps aérien un avion de combat moderne, et 20 ont volé sous des couleurs irlandaises. Après la guerre, les Hurricanes furent remplacés par des Supermarine Seafires et quelques Spitfire biplaces pour la formation.
Le de Havilland Dove est devenu l'avion de transport du Corps. L'ère du jet a commencé en Irlande le 30 juin 1956, lorsque le corps pris livraison d'un de Havilland Vampire T.55 d'entraînement. Au début de l'année 1963, le Corps a pris livraison de ses premiers hélicoptères, huit SA.316B Alouette III, dont sept sont restés en service au début du XXIe siècle.
Au milieu des années soixante et au début soixante-dix, le Corps a joué un rôle dans l'expansion de l'industrie cinématographique de l'Irlande. Les pilotes et le personnel technique participèrent ainsi au film à succès, en 1965, Le Crépuscule des aigles.

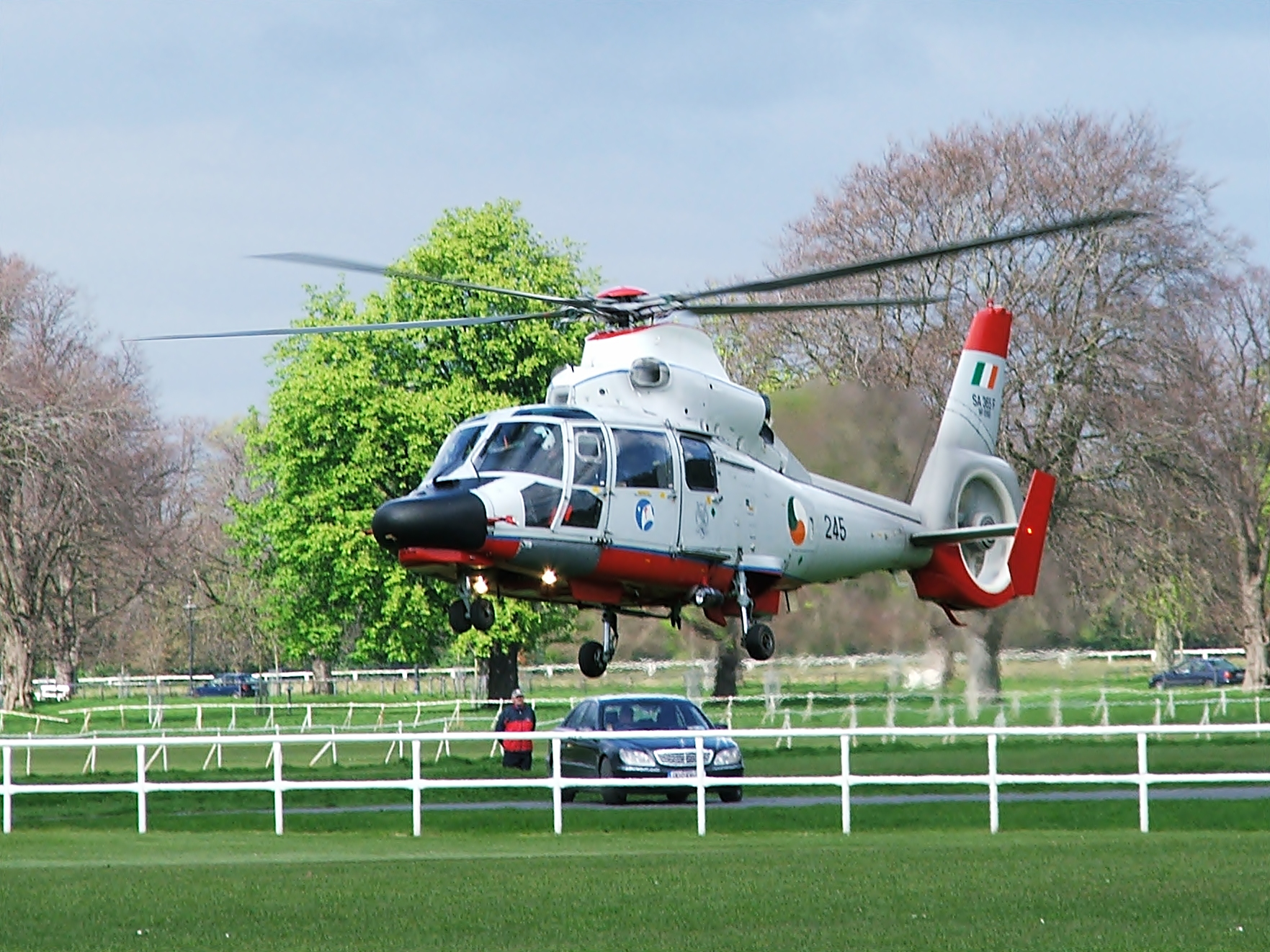
Un SA 365Fi Dauphin II du Corps Aérien Irlandais atterrit au Phoenix Park de Dublin

### Expansion
Dans le milieu des années 1970, l'expansion de la Ministerial Air Transport Service (SMAT), après l'adhésion de l'Irlande à la Communauté économique européenne (aujourd'hui Union européenne) a conduit à l'acquisition du premier jet d'affaires du Corps, un BAe 125-700.
En 1975, six avions à réaction Fouga CM-170 Magister ont été achetés d'occasion à la France. Ils ont été utilisés pour la formation des pilotes, et par la patrouille acrobatique irlandaise des Silver Swallows. Ils ont été retirés du service en 1998 et non remplacé, laissant le Aer Chór na hÉireann sans avions de combat à réaction.
En 1977, dix SIAI-Marchetti SF.260WE Warriors ont été livrés pour la formation et l'attaque au sol. Quatre ont été perdus dans des accidents. En 1986, cinq SA 365Fi Dauphin II ont été acquis afin de répondre aux missions de rôle SAR. Deux d'entre eux ont été modifiés pour fonctionner à partir du service naval d'hélicoptère de patrouille du navire LÉ Eithne.
Dans le cadre des obligations de l'Irlande à l'Union européenne, les patrouilles du Corps aérien Irlandais représentaient 132 000 miles carrés (342 000 km2) de mer. Le corps aérien ayant précédemment travaillé avec deux des trois Beechcraft 200 Super King Airs pour cette fonction. Toutefois, le Super King Airs utilisé pour la patrouille maritime a été éliminé dans les années 1990, et le troisième a été alloué pour le transport de fonctions. Deux avions de patrouille maritime CASA C235-100 ont maintenant entrepris ces patrouilles - et ont été mis à niveau en 2006/2007 par EADS CASA à la norme FITS Persuader avec radar amélioré, et équipement infrarouge d'une nouvelle série.
Dans son rôle MATS, après la prise en charge de la présidence de l'UE par l'Irlande, le Corps a loué un Gulfstream III - qui, en 1990 est devenu le premier avion militaire irlandais à faire le tour du monde. Un Gulfstream IV et un Learjet 45 ont ensuite été acquis.
En 2004, huit avions-école Pilatus PC-9M ont été livrés au corps aérien. Il a été le premier avions du Air Corps à rompre avec une tradition de l'IAC pour l'utilisation consécutive de numéros de queue et a été le premier avion du Corps à avoir des sièges éjectables depuis le Vampire.
Deux hélicoptères utilitaires légers Eurocopter EC-135P2 ont été livrés au corps aérien irlandais en novembre 2005. Le premier des quatre AgustaWestland AW139 a été remis à l'IAC lors de l'installation d'Agusta à Milan en novembre 2006. Deux des AW139 sont restés à Milan, pour assurer la formation des pilotes irlandais avant de s'envoler pour l'Irlande en décembre 2006. Ces hélicoptères sont une première pour le corps car ils ont été livrés avec la capacité d'installer des mitrailleuses de calibre 7,62 mm aux portes latérales.
Le 12 octobre 2009, un instructeur du corps aérien, le capitaine Derek Furniss et le cadet David Jevens ont été tués lors du crash de leur Pilatus PC-9 durant un exercice d'entraînement dans le comté de Galway.
Au cours de la guerre civile libyenne de 2011, le Corps aérien irlandais a été chargé d'évacuer une quarantaine de citoyens irlandais du pays. L'opération a impliqué deux avions (le Learjet et un CN-235), et neuf personnes, avec Malte comme base temporaire,,.

## Rangs
| Equivalent NATO code | OF-10         | OF-10         | OF-9          | OF-9          | OF-8          | OF-8          | OF-7                         | OF-7                         | OF-6                                    | OF-6                                    | OF-5             | OF-5             | OF-4                                    | OF-4                                    | OF-3                 | OF-3                 | OF-2            | OF-2            | OF-1                   | OF-1                   | OF-1                   | OF-1                               | OF-1                               | OF-1                               | OF(D) and student officer | OF(D) and student officer | OF(D) and student officer | OF(D) and student officer | OF(D) and student officer | OF(D) and student officer | OF(D) and student officer | OF(D) and student officer | OF(D) and student officer | OF(D) and student officer | OF(D) and student officer | OF(D) and student officer |
| -------------------- | ------------- | ------------- | ------------- | ------------- | ------------- | ------------- | ---------------------------- | ---------------------------- | --------------------------------------- | --------------------------------------- | ---------------- | ---------------- | --------------------------------------- | --------------------------------------- | -------------------- | -------------------- | --------------- | --------------- | ---------------------- | ---------------------- | ---------------------- | ---------------------------------- | ---------------------------------- | ---------------------------------- | ------------------------- | ------------------------- | ------------------------- | ------------------------- | ------------------------- | ------------------------- | ------------------------- | ------------------------- | ------------------------- | ------------------------- | ------------------------- | ------------------------- |
| Ireland              | No equivalent | No equivalent | No equivalent | No equivalent | No equivalent | No equivalent |                              |                              |                                         |                                         |                  |                  |                                         |                                         |                      |                      |                 |                 |                        |                        |                        |                                    |                                    |                                    |                           |                           |                           |                           |                           |                           |                           |                           |                           |                           |                           |                           |
| Ireland              | No equivalent | No equivalent | No equivalent | No equivalent | No equivalent | No equivalent | Major general Maor-ghinearál | Major general Maor-ghinearál | Brigadier general Briogáidire-ghinearál | Brigadier general Briogáidire-ghinearál | Colonel Coirnéal | Colonel Coirnéal | Lieutenant colonel Leifteanantchoirnéal | Lieutenant colonel Leifteanantchoirnéal | Commandant Ceannfort | Commandant Ceannfort | Captain Captaen | Captain Captaen | Lieutenant Leifteanant | Lieutenant Leifteanant | Lieutenant Leifteanant | Second lieutenant Dara-leifteanant | Second lieutenant Dara-leifteanant | Second lieutenant Dara-leifteanant | Officer cadet Dalta       | Officer cadet Dalta       | Officer cadet Dalta       | Officer cadet Dalta       | Officer cadet Dalta       | Officer cadet Dalta       | Officer cadet Dalta       | Officer cadet Dalta       | Officer cadet Dalta       | Officer cadet Dalta       | Officer cadet Dalta       | Officer cadet Dalta       |

| Equivalent NATO Code | OR-9                      | OR-9                      | OR-9                      | OR-9                      | OR-9                      | OR-9                      | OR-8                              | OR-8                              | OR-7               | OR-7               | OR-6                          | OR-6                          | OR-6                          | OR-6                          | OR-6                          | OR-6                          | OR-5     | OR-5     | OR-5     | OR-5     | OR-5     | OR-5     | OR-4      | OR-4      | OR-4      | OR-4      | OR-3               | OR-3               | OR-2               | OR-2               | OR-2               | OR-2               | OR-2               | OR-2               | OR-1        | OR-1        |
| -------------------- | ------------------------- | ------------------------- | ------------------------- | ------------------------- | ------------------------- | ------------------------- | --------------------------------- | --------------------------------- | ------------------ | ------------------ | ----------------------------- | ----------------------------- | ----------------------------- | ----------------------------- | ----------------------------- | ----------------------------- | -------- | -------- | -------- | -------- | -------- | -------- | --------- | --------- | --------- | --------- | ------------------ | ------------------ | ------------------ | ------------------ | ------------------ | ------------------ | ------------------ | ------------------ | ----------- | ----------- |
| Ireland              |                           |                           |                           |                           |                           |                           |                                   |                                   |                    |                    |                               |                               |                               |                               |                               |                               |          |          |          |          |          |          |           |           |           |           |                    |                    |                    |                    |                    |                    |                    |                    |             | No insignia |
| Ireland              | Regimental sergeant major | Regimental sergeant major | Regimental sergeant major | Regimental sergeant major | Regimental sergeant major | Regimental sergeant major | Regimental quartermaster sergeant | Regimental quartermaster sergeant | Flight sergeant    | Flight sergeant    | Flight quartermaster sergeant | Flight quartermaster sergeant | Flight quartermaster sergeant | Flight quartermaster sergeant | Flight quartermaster sergeant | Flight quartermaster sergeant | Sergeant | Sergeant | Sergeant | Sergeant | Sergeant | Sergeant | Corporal  | Corporal  | Corporal  | Corporal  | Airman 3 star      | Airman 3 star      | Airman 2 Star      | Airman 2 Star      | Airman 2 Star      | Airman 2 Star      | Airman 2 Star      | Airman 2 Star      | Apprentice  | Recruit     |
| Ireland              | Maor-sáirsint reisiminte  | Maor-sáirsint reisiminte  | Maor-sáirsint reisiminte  | Maor-sáirsint reisiminte  | Maor-sáirsint reisiminte  | Maor-sáirsint reisiminte  | Ceathrúsháirsint reisiminte       | Ceathrúsháirsint reisiminte       | Sáirsint eitleoige | Sáirsint eitleoige | Ceathrúsháirsint eitleoige    | Ceathrúsháirsint eitleoige    | Ceathrúsháirsint eitleoige    | Ceathrúsháirsint eitleoige    | Ceathrúsháirsint eitleoige    | Ceathrúsháirsint eitleoige    | Sáirsint | Sáirsint | Sáirsint | Sáirsint | Sáirsint | Sáirsint | Ceannaire | Ceannaire | Ceannaire | Ceannaire | Eitleoir, 3 réalta | Eitleoir, 3 réalta | Eitleoir, 2 réalta | Eitleoir, 2 réalta | Eitleoir, 2 réalta | Eitleoir, 2 réalta | Eitleoir, 2 réalta | Eitleoir, 2 réalta | Printíseach | Earcach     |

## Aéronefs
Les appareils en service en 2024 sont les suivants[réf. nécessaire] :
| Aéronefs                                      | Origine                                       | Type                                                       | En service                                    | Versions                                      | Photo                                         | Remarques                                                                                                |
| Avion d'entraînement / Appui aérien rapproché | Avion d'entraînement / Appui aérien rapproché | Avion d'entraînement / Appui aérien rapproché              | Avion d'entraînement / Appui aérien rapproché | Avion d'entraînement / Appui aérien rapproché | Avion d'entraînement / Appui aérien rapproché | Avion d'entraînement / Appui aérien rapproché                                                            |
| --------------------------------------------- | --------------------------------------------- | ---------------------------------------------------------- | --------------------------------------------- | --------------------------------------------- | --------------------------------------------- | --- |
| Pilatus PC-9                                  | Suisse                                        | Avion d'entraînement avancé / Appui aérien rapproché       | 8                                             | PC-9M                                         |                                               | Peut être armé de nacelles mitrailleuse et lance-roquettes                                               |
| Avion de surveillance maritime                |                                               |                                                            |                                               |                                               |                                               | |
| Airbus C295                                   | Espagne/ Union européenne                     | Avion de surveillance maritime                             | 2 mis en service fin 2023                     | C295 MSA                                      |                                               | Remplacent 2 CN-235-100MPA entré en service en 1994.                                                     |
| Avion de transport                            |                                               |                                                            |                                               |                                               |                                               | |
| Bombardier Learjet 45                         | Canada                                        | Avion de transport de hautes personnalités                 | 1                                             | Learjet 45A                                   |                                               | En service depuis 2004. Sera remplacé par un Dassault Falcon 6X devant entré en service en décembre 2025 |
| Pilatus PC-12                                 | Suisse                                        | Soutien logistique/transport, évacuation médicale          | 1                                             | PC-12NG                                       |                                               | Livré en avril 2020                                                                                      |
| Avion de surveillance                         |                                               |                                                            |                                               |                                               |                                               | |
| Pilatus PC-12                                 | Suisse                                        | Avion de renseignement/surveillance/reconnaissance (ISTAR) | 3                                             | PC-12NG Spectre                               |                                               | Livrés en septembre 2020,                                                                                |
| Pilatus-Britten-Norman BN-2 Defender          | Royaume-Uni                                   | Police air support (GASU)                                  | 1                                             | Defender 4000                                 |                                               | En service depuis 1997. Vol pour la Garda Air Support Unit                                               |
| Hélicoptère                                   |                                               |                                                            |                                               |                                               |                                               | |
| AgustaWestland AW139                          | Italie                                        | Hélicoptère de transport                                   | 6                                             | AW.139A                                       |                                               | |
| Eurocopter EC135                              | Union européenne                              | Hélicoptère de transport/ambulance/entraînement            | 2 2                                           | EC135P2+ EC135T2                              |                                               | Les T2 volent pour la Garda Air Support Unit                                                             |

### Anciens aéronefs
| Aéronefs                                      | Origine                          | Type                                                   | Nombre                           | Versions                         | Service                             | Photo                            | Remarques |
| Avion de chasse/d'attaque au sol              | Avion de chasse/d'attaque au sol | Avion de chasse/d'attaque au sol                       | Avion de chasse/d'attaque au sol | Avion de chasse/d'attaque au sol | Avion de chasse/d'attaque au sol    | Avion de chasse/d'attaque au sol | Avion de chasse/d'attaque au sol |
| --------------------------------------------- | -------------------------------- | ------------------------------------------------------ | -------------------------------- | -------------------------------- | ----------------------------------- | -------------------------------- | --- |
| Bristol F.2 Fighter                           | Royaume-Uni                      | Avion de chasse                                        | 8                                | F2.B                             | 1922 - 1935                         |                                  | |
| Martinsyde F.4 Buzzard                        | Royaume-Uni                      | Avion de chasse                                        | 4                                |                                  | 1922 - 1929                         |                                  | |
| Royal Aircraft Factory S.E.5                  | Royaume-Uni                      | Avion de chasse                                        | 1                                |                                  | 1922                                |                                  | Détruit par l'IRA lors de la guerre civile irlandaise                                                                                                   |
| Bristol F.2B Fighter Mk II                    | Royaume-Uni                      | Avion de chasse                                        | 8                                | F.2B Mk II                       | 1925 - 1935                         |                                  | |
| Gloster Gladiator                             | Royaume-Uni                      | Avion de chasse                                        | 4                                | Mk I                             | 1938 - 1944                         |                                  | Numéros 23 à 26, No. 1 Army Co-operation Squadron. Accidents en 1938 (26) et 1944 (24), 2 retirés du service en 1943, remplacés par les Hurricane       |
| Hawker Hurricane                              | Royaume-Uni                      | Avion de chasse                                        | 12 1 6                           | I IIa IIb IIc                    | 1940 - 1946 1941 - 1943 1945 - 1947 |                                  | 1 de la RAF réparé après un atterrissage en catastrophe en 1940, 11 livrés en 1943 1 de la RAF interné 1 de la RAF après un atterrissage en catastrophe |
| Supermarine V.S. 506 Seafire                  | Royaume-Uni                      | Avion de chasse                                        | 12                               | LF.III                           | 1947 - 1955                         |                                  | Remplace les Hurricane |
| Bombardier                                    |                                  |                                                        |                                  |                                  |                                     |                                  | |
| De Havilland DH.9                             | Royaume-Uni                      | Bombardier                                             | 6 ou 8?                          |                                  | 1923 - 1934                         |                                  | 6 mis en service en janvier 1923, 2 autres en 1929. Les deux derniers sont réformés en 1934.                                                            |
| De Havilland DH.9                             | Royaume-Uni                      | Remorqueur de cibles                                   | 1                                | TT Mk I                          | 1944 - 1946                         |                                  | Remorqueur de cibles de la RAF interné en 1942, puis utilisé dans ce rôle.                                                                              |
| De Havilland DH.9                             | Royaume-Uni                      | Bombardier / entraînement                              |                                  | Hind Hind Trainer                |                                     |                                  | |
| Lockheed Hudson                               | Royaume-Uni                      | Bombardier / patrouille maritime                       |                                  | I                                |                                     |                                  | |
| Avion de reconnaissance/patrouille            |                                  |                                                        |                                  |                                  |                                     |                                  | |
| Fairey III                                    | Royaume-Uni                      | Reconnaissance                                         | 1                                | IIIF Mk II                       | 1928 - 1934                         |                                  | Accidenté en 1934 |
| Supermarine Walrus                            | Royaume-Uni                      | Patrouille maritime                                    | 3                                | I                                | 1939 - ?                            |                                  | Numéros N.18 (L2301), N.19 (L2302) et N.20 (L2303). Le L2301 est exposé au Fleet Air Arm Museum en Angleterre.                                          |
| Reims Aviation FR172                          | États-Unis/ France               | Reconnaissance/patrouille                              | 8 1                              | FR172H FR172K                    | 1972 - 2019                         |                                  | 5 derniers FR172H retirés du service en 2019 |
| CASA CN-235                                   | Espagne/ Indonésie               | Patrouille maritime                                    | 1                                | CN235-100M                       | 1991 - 1994?                        |                                  | IAC 250 de location livré en 1991 et remplacé en 1994 par 2 x CN235MP                                                                                   |
| CASA CN-235                                   | Espagne/ Indonésie               | Patrouille maritime                                    | 2                                | CN-235-100MPA                    | 1994 - 2023?                        |                                  | Remplacés en 2023 par 2 x C-295MPA Persuader |
| Avion de transport/liaison                    |                                  |                                                        |                                  |                                  |                                     |                                  | |
| Martinsyde F.4 Buzzard                        | Royaume-Uni                      | Avion de transport                                     | 1                                | Type A.Mk II                     | 1922 -                              |                                  | Acheté pour permettre au Général Michael Collins de s'enfuir de Londres en cas d'échec des négociations pour l'indépendance de l’Irlande                |
| Avro Anson                                    | Royaume-Uni                      | Avion d'entrainement, patrouille maritime et transport | 9 3                              | Mk1 Avro Nineteen                | 1937 - 1962                         |                                  | Livrés entre 1937 et 1939 au General Purpose Flight, retirés du service en 1947Livrés en 1946, retirés du service en 1962                               |
| British Aerospace 125                         | Royaume-Uni                      | Avion de transport VIP                                 | 1                                | BAe 125-700B/HS125               | 1973? -                             |                                  | Ministerial Air Transport Service |
| Beech Super King Air 200                      | États-Unis                       | Patrouille maritime                                    | 2                                | B200                             |                                     |                                  | |
| Gulfstream IV                                 | États-Unis                       | Avion de transport VIP                                 | 1                                |                                  | - 2014                              |                                  | Ministerial Air Transport Service |
| Avion d'entraînement / Appui aérien rapproché |                                  |                                                        |                                  |                                  |                                     |                                  | |
| Supermarine V.S. 509 Spitfire                 | Royaume-Uni                      | Avion d'entraînement avancé                            | 6                                | T9                               | 1951 - 1961                         |                                  | No 1. Fighter Squadron (1947–1955), Air Corps Training Wing (1951–1961)                                                                                 |
| de Havilland Vampire                          | Royaume-Uni                      | Avion de chasse                                        | 6                                | T.55s                            | - 1975                              |                                  | No.1 Fighter Squadron |
| de Havilland Canada DHC-1 Chipmunk            | Royaume-Uni                      | Avion d'entraînement                                   |                                  |                                  |                                     |                                  | |
| Percival P.56 Provost                         | Royaume-Uni                      | Avion d'entraînement                                   | 4 6                              | T.51 T.53                        |                                     |                                  | T.51 (non armé) commandés en janvier 1954, T.53 commandés en 1960                                                                                       |
| Fouga CM-170 Magister                         | France                           | Avion d'entrainement/attaque au sol                    | 6                                | CM-170-2 Super Magister          | 1975 - 1999                         |                                  | Light Strike Squadron |
| SIAI Marchetti SF.260                         | Italie                           | Avion d'entrainement/attaque au sol                    | 10                               | SF260W Warrior                   | 1977 - ?                            |                                  | Air Corps College |
| Hélicoptère                                   |                                  |                                                        |                                  |                                  |                                     |                                  | |
| Sud-Aviation SA316 Alouette III               | France                           | Hélicoptère utilitaire / SAR                           | 8                                | SA 316B                          | 1963 - 2007                         |                                  | 2 livrés en novembre 1963, 1 en avril 1964 5 entre 1972 et 1974, 6 derniers retirés du service en septembre 2007                                        |
| Sud-Aviation SA342 Gazelle                    | France                           | Hélicoptère utilitaire                                 | 2                                | SA 342L                          | 1979 - 2005                         |                                  | |
| Aérospatiale AS365 Dauphin 2                  | France                           | Hélicoptère SAR                                        | 5                                | SA365F                           | 1986 - 2008                         |                                  | 2 en version navale capable d'opérer depuis le LÉ Eithne (P31)                                                                                          |
| AS355 Ecureuil 2                              | France                           | Hélicoptère utilitaire / police                        | 1                                | ?                                | 1997 - 2005 ou 2008?                |                                  | Garda Air Support Unit |